# Symbellia pallidafrons
Symbellia pallidafrons är en insektsart som beskrevs av Bruner, L. 1910. Symbellia pallidafrons ingår i släktet Symbellia och familjen Euschmidtiidae.

## Underarter
Arten delas in i följande underarter:
- S. p. altitudinis
- S. p. pallidafrons